# Jüdische Gemeinde Grombach
Eine jüdische Gemeinde in Grombach, einem Ortsteil von Bad Rappenau im Landkreis Heilbronn im nördlichen Baden-Württemberg, bestand spätestens seit Mitte des 17. Jahrhunderts. Die Gemeinde errichtete 1840 eine eigene Synagoge und hatte 1855 mit etwa 70 Personen ihren höchsten Mitgliederstand. Durch Auswanderung und Wegzug in industrialisierte Städte sank die Gemeindegröße danach bis 1933 auf 20 Personen. Zur Zeit der Reichspogromnacht 1938, in der die Synagoge und ein jüdisches Geschäft demoliert wurden, lebten noch sieben Juden in Grombach, die 1940 nach Gurs verschleppt und später größtenteils in Vernichtungslagern ermordet wurden.

## Geschichte
Der Ort Grombach gehörte seit 1498 den Herren von Venningen, die als Reichsritter dem Ritterkanton Kraichgau angehörten und den Ort im 16. Jahrhundert reformierten. Im Dreißigjährigen Krieg wurde Grombach fast völlig entvölkert und war im Besitz wechselnder katholischer Herrschaften, die primär ihre Glaubensgenossen ansiedelten, so dass der Ort ab der Mitte des 17. Jahrhunderts katholisch war. Um 1700 kam Grombach dann wieder an die Venningen. 1806 fiel das Dorf an Baden.
Seit wann Juden in Grombach lebten, ist unbekannt. Vermutlich haben sie sich aber erst nach dem Dreißigjährigen Krieg als Schutzjuden der jeweiligen Herrschaft angesiedelt. 1627 wird von Geschäftsbeziehungen der Grombacher Bürgerschaft mit Juden aus Sinsheim berichtet. 1657 sind vier jüdische Familien in Grombach belegt, 1716 waren es drei, 1723 wieder vier. 1741 wurde der Grombacher Jude Mayer Moses als Mörder des Heidelberger Bürgermeisters Gabel hingerichtet. Bis zum Ende des 18. Jahrhunderts wuchs die jüdische Gemeinde auf etwa 40 Personen an. Laut einem Verzeichnis von 1816 waren die ansässigen Juden Kaufleute, Metzger, Schumacher und ein Wirt (Rosenwirt), der seit 1812 einen Weinausschank hatte. 
Die jüdischen Kinder in Grombach besuchten bis zum frühen 19. Jahrhundert keine Schule, sondern wurden von jüdischen Lehrern privat unterrichtet. Nach der Einführung der allgemeinen Schulpflicht in Baden auch für Juden 1809 besuchten die Kinder eine der beiden Konfessionsschulen, wobei sich die Eltern in der Regel für die evangelische Schule entschieden. Religionsunterricht erhielten die jüdischen Kinder ab 1840/41 im Schulzimmer der damals neu erbauten Synagoge. 1876 entfiel die Trennung nach Konfessionsschulen, wenngleich die zwei alten Schulhäuser bis zum Bau des Grombacher Schulhauses 1889 noch weiter genutzt wurden. Danach besuchten alle Grombacher Kinder die Volksschule im Schulhaus.
Kirchlich zählte die Grombacher Judengemeinde seit 1827 zum Bezirksrabbinat Sinsheim. Aus Geldmangel war es der Gemeinde aber vorerst nicht möglich, eine eigene Synagoge zu errichten. Nachdem die Gemeinde 1831 die Genehmigung für eine Kollekte zum Synagogenbau erhalten hatte, vergingen noch mehrere Jahre, bis 1840 der Bau in der Ortsmitte erfolgen konnte.
Bestattungen erfolgten traditionell auf dem jüdischen Friedhof in Waibstadt, vereinzelt auch auf dem in Heinsheim.
Ausschreitungen gegen Juden im Zuge der Deutschen Revolution 1848, wie sie aus verschiedenen umliegenden Orten berichtet werden, sind aus Grombach und auch aus dem Nachbarort Obergimpern nicht bekannt. Dafür richtete der Grombacher Synagogenrat 1848 eine Danksagung an Bürgermeister Hemmer.
Als es wegen der schlechten wirtschaftlichen Verhältnisse im 19. Jahrhundert in Grombach und den umliegenden Orten zu einer Auswanderungswelle kam, sind zwischen 1855 und 1901 auch 24 Grombacher Juden nach Nordamerika ausgewandert. Gegen Ende des 19. Jahrhunderts flaute die Auswanderung ab, stattdessen verlor die Gemeinde danach durch den Wegzug in die industrialisierten Städte der Umgebung weiter an Mitgliedern.

## Nationalsozialistische Verfolgung
Die Repressionen, denen Juden ab der Zeit des Nationalsozialismus ausgesetzt waren, machten sich in Grombach zunächst kaum bemerkbar. Die Bevölkerung war nicht judenfeindlich eingestellt und nutzte trotz der Boykottaufrufe auch weiterhin die jüdischen Geschäfte. Die wirtschaftliche Not einte die Bevölkerung, so dass ab Ende der 1920er Jahre nicht nur Juden, sondern auch andere Deutsche von Grombach nach Amerika ausgewandert sind. Vermutlich gehen auch noch einige der Wegzüge nach 1933 auf wirtschaftliche Gründe zurück und erst mit Zunehmen der Repressalien auf die Verfolgung. 1933 gab es noch 20 Juden in Grombach, von denen bis 1938 sechs nach Amerika ausgewandert und fünf in Großstädte verzogen sind, weitere vier Gemeindemitglieder waren verstorben. Da es nur noch weniger als zehn Juden in Grombach gab, wurde die Gemeinde am 12. Oktober 1937 aufgelöst. Inzwischen war der Verfolgungsdruck jedoch auch schon groß, und wohlmeinende Freunde versuchten den in Grombach verbliebenen Lebensmittelhändler Julius Strauß zur Auswanderung zu bewegen, was dieser jedoch mit seiner Loyalität zur Obrigkeit ablehnte.

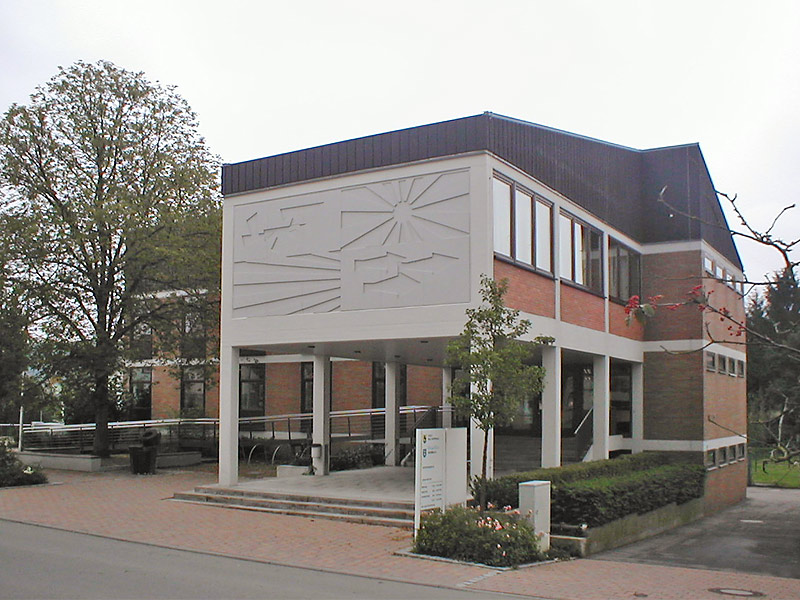
Das Rathaus von Grombach am Platz der ehemaligen Synagoge

In der Reichspogromnacht vom 9. auf den 10. November verwüsteten SA-Leute die Grombacher Synagoge und das Lebensmittelgeschäft von Julius Strauß. Die Synagoge sollte ursprünglich auch angezündet werden, wogegen sich aber der Wirt des Badischen Hofes, Jakob Appenzeller, energisch zur Wehr setzte, da seine Scheune direkt an die Synagoge angrenzte. 
Nach den Ausschreitungen lebten die verbliebenen sieben Grombacher Juden in großer Armut. Es handelte sich um Julius Strauß und seine Frau Dora, die ihr Geschäft verloren hatten, Lina Kirchheimer und ihren körperbehinderten Sohn Siegfried, die Witwe Ida Strauß sowie den Kantor Isak Federgrün und seine Frau Regina, die in der Synagoge gewohnt und durch das Pogrom ihre Wohnung verloren hatten. Trotz Verbots wurden sie von ihren Mitbürgern mit Lebensmitteln versorgt. Alle sieben Personen wurden am 22. Oktober 1940 nach Gurs verschleppt und wurden später mehrheitlich in Vernichtungslagern ermordet. Nach 1945 nach Grombach zurückgekehrt ist einzig Regina Federgrün, die das KZ Auschwitz überlebt hat. Sie ist 1947 nach Palästina ausgewandert.
Das Gedenkbuch des Bundesarchivs verzeichnet 16 in Grombach geborene jüdische Bürger, die dem Völkermord des nationalsozialistischen Regimes zum Opfer fielen.
Das Synagogengrundstück mit der Ruine erwarb bald nach der Pogromnacht Eugen Appenzeller. Er hätte die Ruine abreißen müssen, doch wurde er 1940 zum Militär einberufen und im Zweiten Weltkrieg vermisst. Die Ruine der Synagoge blieb dadurch zunächst erhalten und befand sich bis 1962 im Besitz der Erben von Appenzeller, die das Grundstück an die Gemeinde verkauft haben, die die Ruine abreißen und an ihrer Stelle ein neues Rathaus erbauen ließ. Beim Abriss der Synagogenruine wurde auf Veranlassung von Hertha von Gemmingen der Türschlussstein gerettet und zunächst nach Schloss Neuhaus bei Ehrstädt gebracht. Seit 2005 ist er im Grombacher Rathaus im Eingangsbereich angebracht.

## Gemeindeentwicklung
| Jahr | Gemeindemitglieder |
| ---- | ------------------ |
| 1723 | 8 Personen         |
| 1776 | 29 Personen        |
| 1825 | 48 Personen        |
| 1841 | 50 Personen        |
| 1900 | 44 Personen        |
| 1933 | 20 Personen        |

## Bürgerliche Namen
Als alle Juden im Großherzogtum Baden 1809 erbliche Familiennamen annehmen mussten, haben die 8 Familienvorstände der Grombacher Juden folgende Namen angenommen: Faller (1), Gärtner bzw. Götter (1), Jacobmark bzw. Mark (1), Morizstein bzw. Stein (1), Reinhard (1), Strauß (3).

## Persönlichkeiten
- Alexander Stein (1843–1914), Ritterkreuzträger und Ehrenrabbiner von Worms, geboren in Grombach